# Massimo Rosa
Massimo Rosa (Alba, 9 december 1995) is een Italiaans wielrenner die anno 2018 rijdt voor Wilier Triestina-Selle Italia.

## Carrière
In april 2017 werd Rosa negende in de Trofeo Edil C. Later die maand werd hij, achter Neilson Powless en Lucas Hamilton, derde in de Gran Premio Palio del Recioto. In juli van dat jaar won hij het bergklassement van de Ronde van de Aostavallei. In 2018 werd hij prof bij Wilier Triestina-Selle Italia.

## Overwinningen
2017
Bergklassement Ronde van de Aostavallei

## Ploegen
- 2018 –  Wilier Triestina-Selle Italia

Bertazzo · Bevilacqua · Busato · Coledan · Flórez · Fonzi · Kasjavy · Mareczko · Mosca · Pacioni · Pozzato · Raggio · Rosa · Turrin · Velasco · Zardini · Zhupa